# Habibou Sana
Habibou Sana, née en 1986 à Ouagadougou est une ancienne joueuse professionnelle de football du Burkina-Faso. Elle a évolué dans plusieurs équipes féminines au Burkina-Faso, au Bénin, en Guinée-Equatoriale, au Maroc et en Italie.

## Biographie
Habibou est la fille de Missiri Sana, l’ancienne capitaine des Etalons sénior dans les années 1950. En 1998, elle commence une carrière professionnelle dans le football.
Habibou joue en équipe nationale féminine du Burkina Faso,.
En 2002, elle joue le tournoi des cinq nations qui regroupe le Burkina-Faso, le Niger, la Côte-d'Ivoire, le Ghana, le Mali et le Togo. En 2003, elle rejoint le club la cité de Dakar au Sénégal. Après 8 ans de carrière, elle est recrutée en 2006 par l’équipe Inter Continental de Malabo  en Guinée-Equatoriale.
Elle est promotrice d'un tournoi de football féminin dénommé l'Avenir du football féminin,.

## Palmarès

### Distinctions individuelles
- 2002 : Meilleure joueuse du tournoi des cinq nations[2].